# Fucile Armaguerra Mod. 39
El Fusell Armaguerra Model 39 (de l'italià per: Fucile Armaguerra Mod. 39) era un fusell semiautomàtic dissenyat per Gino Revelli, el fill d'Abiel Bethel Revelli, que és conegut per dissenyar el Fiat-Revelli Modello 1935 i la pistola Glisenti Modello 1910. Van existir dues versions del fusell: una en 6,5x52 mm i l'altre en 7,35x51 mm.

## Disseny i desenvolupament
L'arma va ser dissenyada per Francesco Nasturzio i Gino Revelli, el fill d'Abiel Bethel Revelli. Va ser provada per primera vegada per l'Exèrcit Imperial Italià en 1939, els que van escollir aquesta arma en un concurs de fusells semiautomàtics, comparada amb el Scotti Mod. X i Breda Mod. 1935 PG. Van ordenar la construcció de 10.000 a la Società Anonima Revelli Armiguerra Manufacture de Gènova.
L'arma va prendre el seu nom del Codi de la Companyia Telegràfica, Armaguerra. En 1938 l'Exèrcit Italià va establir el canvi de la munició de 6,5x52 mm per la més letal 7,35x51 mm Carcano. En aquest calibre va ser produït el fusell Carcano Mod. 38 i l'Armaguerra Mod. 39.
Amb la entrada d'Itàlia a la Segona Guerra Mundial, molt abans d'acabar la conversió al nou calibre, i la producció va ser interrompuda a les 2.000 peces, i dos tipus de munició van crear confusió en el subministrament. La conversió del Mod. 39 al calibre antic de 6,5x 52 mm va requerir un redisseny parcial, ja que aquella munició produïa més pressió, de 3.000 atmosferes, comparades a les 2.500 atmosferes del 7,35x51 mm Carcano. Va començar la seva producció a finals de 1943, quan la capitulació d'Itàlia va limitar la producció per a uns pocs centenars d'unitats.